# Heptanthura cryptobia
Heptanthura cryptobia är en kräftdjursart som först beskrevs av Johann-Wolfgang Wägele 1979.  Heptanthura cryptobia ingår i släktet Heptanthura och familjen Expanathuridae. Inga underarter finns listade i Catalogue of Life.